# 1907 Rudneva
1907 Rudneva је астероид главног астероидног појаса чија средња удаљеност од Сунца износи 2,545 астрономских јединица (АЈ).
Апсолутна магнитуда астероида је 11,8.